# 多尼戈爾灣
多尼戈爾灣（Donegal Bay）是愛爾蘭西北部的一個海灣，被多尼戈爾郡、利特里姆郡以及斯萊戈郡所包圍。西北和北大西洋相連。

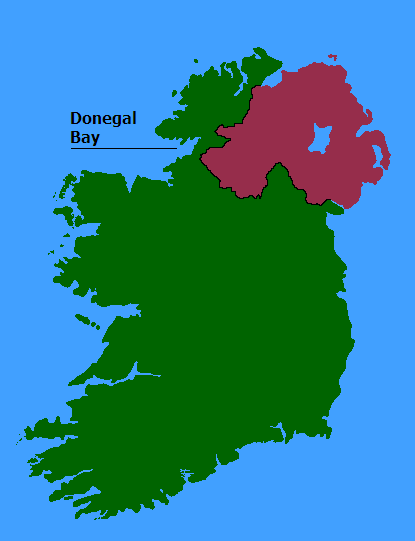
多尼戈爾灣的位置

多尼戈爾灣沿岸有許多城鎮，包含基利貝格斯、多尼戈爾、巴里香農、邦多蘭等。有兩條河流注入多尼戈爾灣，埃斯克河（在多尼戈爾入灣）與厄恩河（在巴里香農入灣）。